# Hidroizolație
Hidroizolație se numește o structură etanșă, continuă și omogenă de protecție a elementelor sau părților de construcție împotriva infiltrațiilor și/sau exfiltrațiilor apei și/sau a umidității naturale a mediului.
Hidroizolat sau impermeabil e o caracteristică a obiectelor ce sunt relativ neafectate de apă sau rezistă la infiltrația de apă în anumite condiții.Astfel de obiecte pot fi folosite în medii umede sau sub apă până la anumite adâncimi. 
Hidroizolare descrie acțiunea de a face un obiect să devină hidroizolat sau impermeabil (cum ar fi o cameră video sau un ceas).
"Impermeabil" se referă adesea la penetrarea apei.  Permeabilitatea la vaporii de apă se raportează la rata de transmitere a vaporilor de apă.  De asemenea, termenul de condens este, de obicei, diferit de termenul "impermeabil".  
Carenele bărcilor și navelor se hidroizolau cândva prin aplicarea unui strat de catran sau smoală. Obiectele moderne pot fi hidroizolate prin aplicarea de învelișuri ce resping apa sau prin etanșarea îmbinărilor sau străpungerilor folosind manșoane sau garnituri.
În domeniul construcțiilor, o clădire sau o structură este hidroizolată prin folosirea de membrane pentru a proteja interiorul pe care îl acoperă păstrându-i în același timp integritatea structurală.
Hidroizolarea construcțiilor se referă la structurile de clădiri (subsoluri, terase, acoperișuri plate, structuri acvifere artificiale etc.).

## Hidroizolații în construcții
În construcții, o structură are nevoie de hidroizolație deoarece betonul însuși nu este impermeabil (dar poate fi hidroizolat cu ușurință folosind aditivi). Sistemul convențional de hidroizolare se bazează pe 'membrane'. Aceasta înseamnă aplicarea unuia sau mai multor straturi de membrane (constituite din diferite materiale: de ex., bitum, silicati, poliuretani, PVC, EPDM etc.) ce acționează ca o barieră între apă  din mediul ambiant și structura clădirii, împiedicand pătrunderea apei. Cu toate că sistemul de hidroizolare prin membrane se bazeaza pe o aplicare precisă a acestora, de multe ori acesta manifestă ulterior probleme. Problemele de aplicare sau aderență la substrat pot duce la infiltrații / exfiltrații.
În ultimele două decenii, în construcții s-au făcut progrese tehnologice mari în domeniul materialelor de hidroizolare, incluzând sisteme de hidroizolare integrală cât și produse hidroizolante mai avansate.
Sistemele integrale funcționează în structura betonului de construcție, asigurându-i betonului o calitate de hidroizolant. Sunt două tipuri principale de sisteme de hidroizolare integrală: sisteme hidrofile și sisteme hidrofobe. Sistemul hidrofil folosește uzual o tehnologie prin cristalizare ce înlocuiește apa din beton cu cristale insolubile. Sistemele hidrofobe folosesc acizi grași pentru a bloca porii din beton, împiedicând pătrunderea apei prin ei.
Noi materiale de membrane caută să depășească limitele vechilor materiale cum ar fi rășini poliuretanice, PVC și HDPE. În general, noua tehnologie în membrane de hidroizolare se bazează pe materiale polimerice ce sunt extrem de aderente pentru a crea o barieră invizibilă in jurul exteriorului unei structuri.

### Hidroizolarea fundațiilor, beciurilor (pivnițelor) și subsolurilor / demisolurilor
După ce hidroizolarea fundațiilor s-a efectuat, devine foarte dificil de reparat deoarece presiunea apei este negativă (venind dinspre exterior spre interior). Dificultatea apare când o membrană nu poate rezista la presiunea hidrostatică din interiorul suportului și prin urmare se străpunge. 
Apa poate intra în fundație pe diferite căi inclusiv prin îmbinări, pereți sau pardoseli. Diferitele sisteme de hidroizolare a fundației tratează aceste probleme. Sunt multe sisteme disponibile cu diferite costuri, cu diferite eficiențe și modalități de instalare.
Hidroizolarea fundațiilor se poate face pe interior sau pe exterior. Deoarece fundațiile și pereții structurilor subterane pot fi din cărămidă, bolțari, beton și uneori chiar lemn, este important să alegeți cel mai potrivit sistem de hidroizolare în funcție de structura și natura fundației.

### Hidroizolarea teraselor
Hidroizolarea teraselor :
1. Hidroizolarea pentru terase circulabile - este o procedură importantă în construcția și întreținerea unei terase care va fi utilizată pentru circulație. În general, terasele circulabile sunt construite pe o structură de beton armat sau de lemn și pot fi acoperite cu materiale precum gresie, piatră, lemn sau beton amprentat
2. Hidroizolarea pentru terase necirculabile - este la fel de importantă ca și hidroizolarea teraselor circulabile, deși tehnologia și materialele utilizate nu sunt diferite . Terasa necirculabilă poate fi  realizată cu diferite materiale, cum ar fi membranele bituminoase, membranele PVC, membranele TPO,
3. Hidroizolarea pentru terase verzi -Terasele verzi sunt tot mai populare în rândul proprietarilor de clădiri, deoarece acestea oferă multe beneficii, cum ar fi îmbunătățirea calității aerului, reducerea efectului de insulă termică și creșterea eficienței energetice.Procesul de hidroizolare a terasei pentru a crea un acoperiș verde începe cu pregătirea suprafeței. Este important ca suprafața să fie netedă și curată, astfel încât stratul de hidroizolare să adere bine. Apoi, se aplică un strat de hidroizolare cu o grosime adecvată, folosind un material impermeabil ca membrane bituminoase cu protectie antiradacina. Pentru a menține integritatea stratului de hidroizolare și a permite scurgerea apei în sol, se recomandă instalarea unui sistem de drenaj pentru terasa verde. Acest sistem include, de obicei, drenajul perimetral, plasa de protecție a drenajului și un strat de pietriș sau nisip care acoperă stratul de hidroizolare. Această stratificare permite ca apa să se scurgă ușor, evitând acumularea acesteia pe suprafața terasei și reducând astfel riscul de deteriorare a hidroizolației.După aplicarea stratului de hidroizolare și a sistemului de drenaj, se poate aplica un strat de substrat pentru plante, care să permită creșterea vegetației. Această etapă poate varia în funcție de designul specific al terasei, dar de obicei include instalarea unui strat de pământ sau de sol îmbogățit cu nutrienți, urmat de plante, flori sau iarbă. În concluzie, hidroizolarea pentru terase verzi este un proces important care permite creșterea vegetației pe acoperiș și prevenirea scurgerii apei în interiorul clădirii. În timp ce acest proces poate fi complex, beneficiile teraselor verzi fac ca efortul și costurile să merite. Pentru a obține cele mai bune rezultate, este important să lucrați cu un profesionist specializat în hidroizolarea teraselor și în amenajarea teraselor verzi.

### Hidroizolare elemente structurale
- Piste de aeroporturi
- Piscine
- Rezervoare